# Semaeopus pustulata
Semaeopus pustulata är en fjärilsart som beskrevs av W. Warren 1904. Semaeopus pustulata ingår i släktet Semaeopus och familjen mätare. Inga underarter finns listade i Catalogue of Life.